# Micranurida retezatica
Micranurida retezatica is een springstaartensoort uit de familie van de Neanuridae. De wetenschappelijke naam van de soort is voor het eerst geldig gepubliceerd in 1990 door Gruia & Harsia.